# Гуреев, Валентин Николаевич
Валенти́н Никола́евич Гуре́ев (12 марта 1946, Москва — 17 сентября 2018, Москва) — советский хоккеист, тренер. Нападающий. Мастер спорта международного класса. Заслуженный тренер России.

## Карьера игрока
- 1964—1966 гг. — «Торпедо» (Усть-Каменогорск)
- 1966—1969 гг. — СКА (Ленинград)
- 1969—1978 гг. — «Спартак» (Москва)
- 1978—1982 гг. — «Капфенберг» (Австрия)

## Достижения
- Чемпион СССР 1976 года.
- Серебряный призёр чемпионата СССР 1970, 1973 годов.
- Бронзовый призёр чемпионата СССР 1972, 1975 годов.
- Обладатель Кубка СССР 1970—1971 годов.

В чемпионатах СССР провел 411 матчей, забросил 154 шайбы.

## Карьера тренера
- 1983—1985 гг., тренер «Кристалла» (Саратов).
- 1985 г. — и. о. старшего тренера «Кристалла» (Саратов).
- 1986—1987 гг., 1989—1990 гг. — тренер молодёжной сборной СССР.
- 1993—1995 гг. — главный тренер «Спартак» (Москва). (некоторое время был капитаном команды)
- 1996—1999 гг., 2003—2004 гг. — старший тренер молодёжной сборной России.
- 1999-2001 OJI Япония
- 2004—2005 гг. — старший тренер ХК «Северсталь» (Череповец).
- 2005 год — старший тренер ХК МВД.
- 2006—2007 гг. — главный тренер ХК «Химик» (Воскресенск).
- с 2008 года — главный тренер женской сборной России по хоккею
- с октября 2014 года — главный тренер ХК «Ямальские Стерхи» (Ноябрьск).

Скончался 17 сентября 2018 года. Похоронен на Востряковском кладбище .

## Достижения
В качестве старшего тренера молодёжной сборной СССР, России:
- чемпион мира (1986, 1989, 1999, 2003);
- серебряный призёр чемпионата мира (1990, 1998);
- бронзовый призёр чемпионата мира (1996, 1997).

В качестве главного тренера женской сборной России занял 4-е место на чемпионате мира 2011 года, показав лучший результат за последние 10 лет.